# 文下のケヤキ

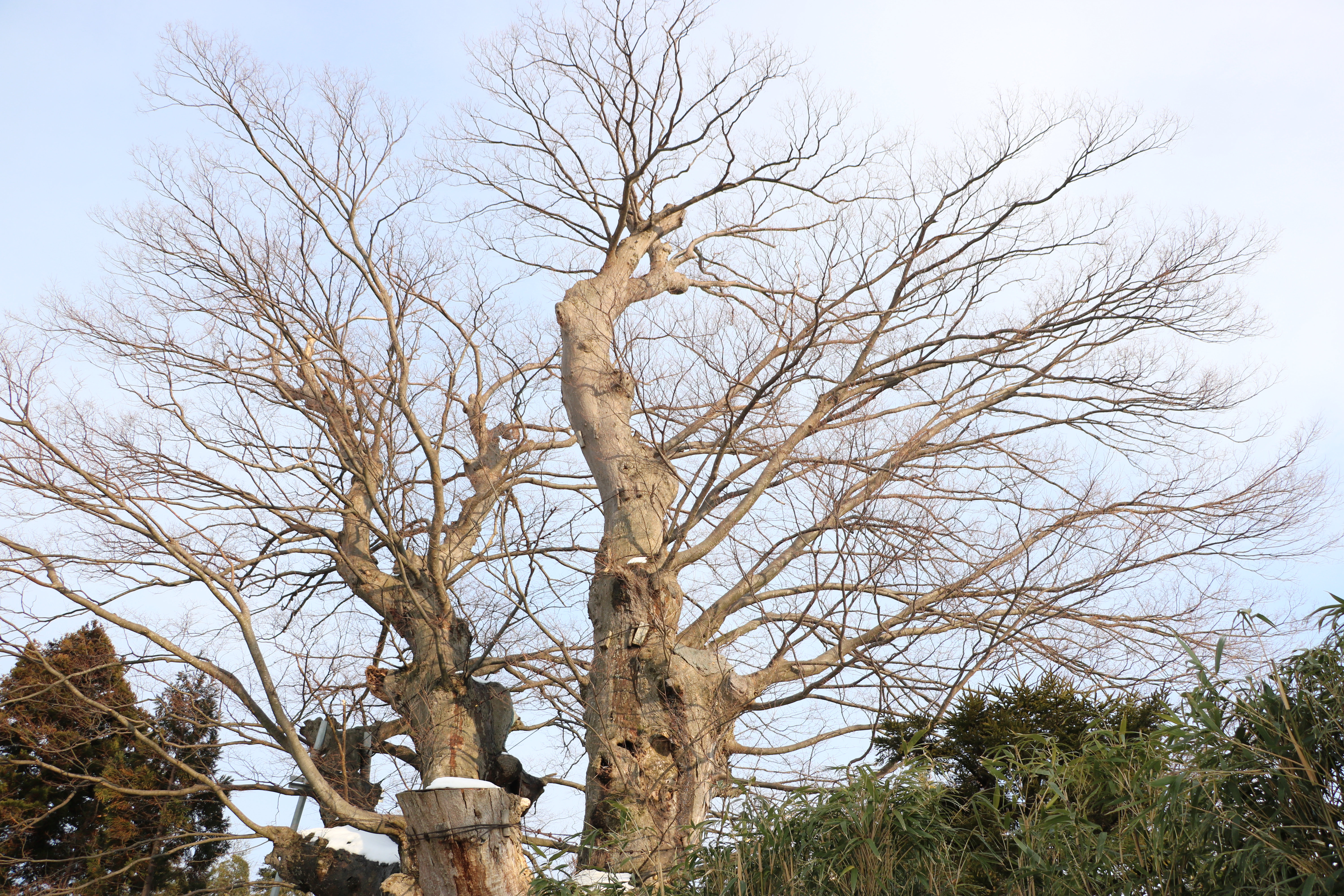
文下のケヤキ。
2022年1月23日撮影。

文下のケヤキ（ほうだしのケヤキ）は、山形県鶴岡市文下に生育する国の天然記念物に指定されたケヤキの巨樹である。
難読地名でもある文下（ほうだし）地区に先祖代々続く五十嵐家の敷地内に生育しており、本樹は個人所有の国の天然記念物である。樹齢800年から900年と推定される庄内地方有数の巨樹であり、1951年（昭和26年）6月9日に国の天然記念物に指定された。
なお本項では、同じ鶴岡市内にかつて生育し国の天然記念物に指定されていた遠賀原（おがわら）のケヤキ（枯死により1984年に伐採、指定解除済み）についても言及する。

## 解説

### 文下のケヤキ

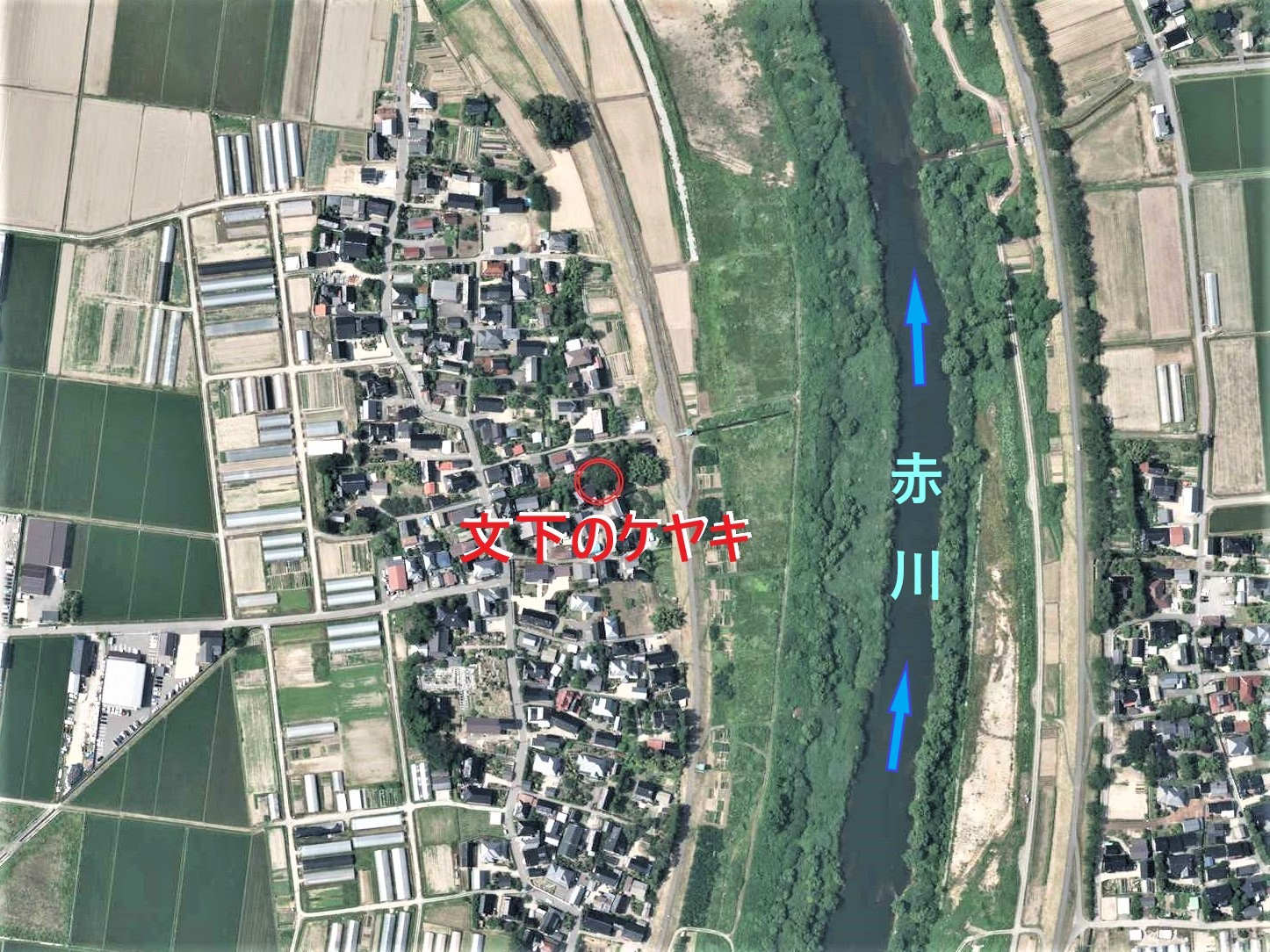
文下のケヤキ周辺の空中写真。赤川の西岸（左岸）に位置する。
。（2016年6月27日撮影の画像を使用作成）

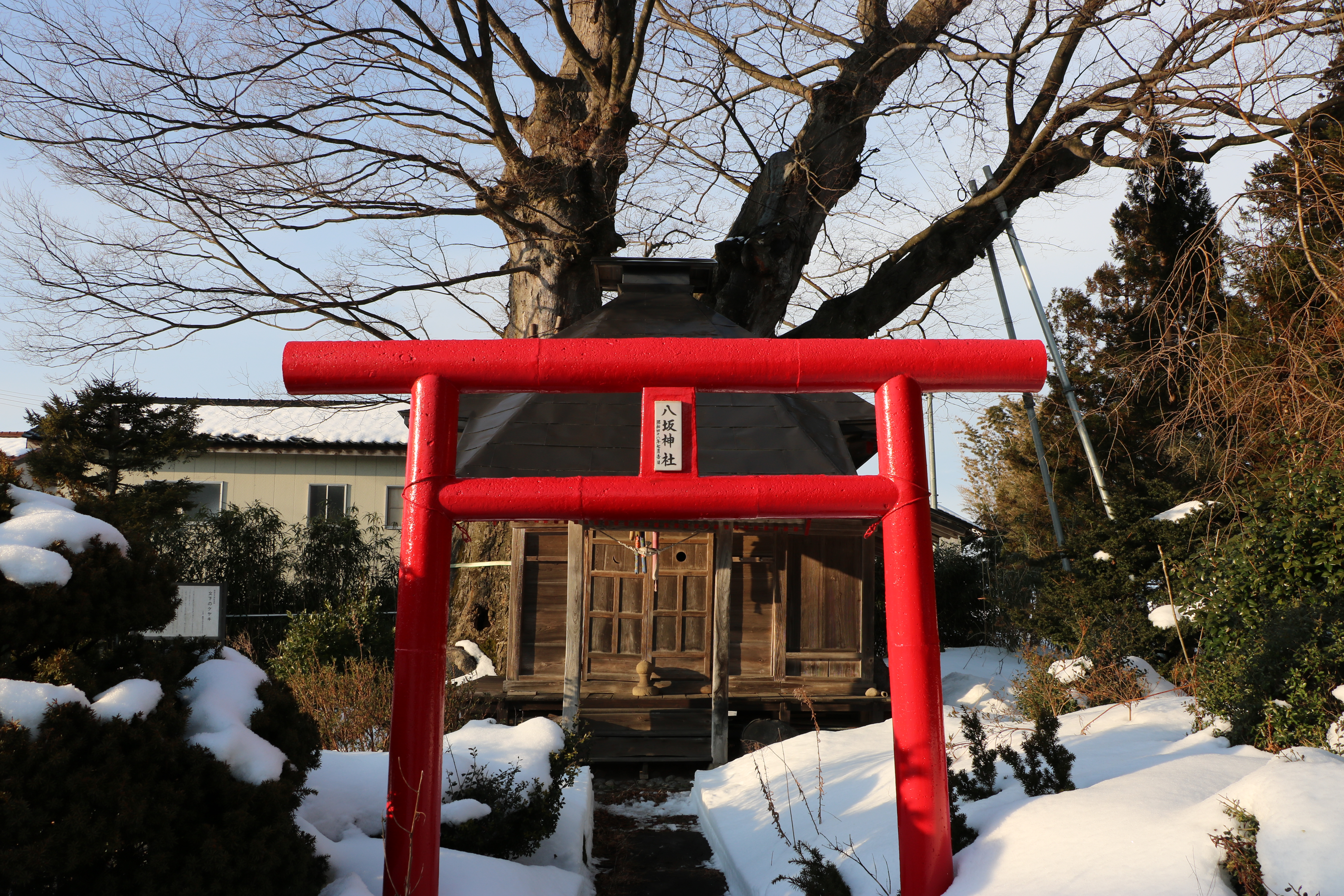
五十嵐家の屋敷神である八坂神社に隣接して生育している。2022年1月23日撮影。

文下のケヤキはJR羽越本線鶴岡駅から北北東へ3キロメートルほどの、山形県道333号線から東へ入った文下（ほうだし）地区の個人宅（五十嵐家）敷地内に生育している。文下地区は庄内平野を北流する赤川の左岸に位置する平坦な水田地帯にある古い歴史をもつ集落で、国の天然記念物に指定された文下のケヤキの所在する五十嵐家は赤川西岸の堤防に隣接した場所に所在する。
五十嵐家の敷地内に祀られている屋敷神である八坂神社の御神木として文下のケヤキは大切に守られ続け、古くから斧を入れることを禁じていたという。この八坂神社の社殿の北側に隣接してケヤキの主幹があるが、東北側へ向かって約70度の角度で傾いているため、南西側の根元は80センチほど根上りしている。根回りは約11メートル、目の高さの幹囲は約8.8メートル、地上から約6メートル付近で東北・西南・西北西の3方向へ枝が分かれており、樹高は最も高いところで28メートルに達している。
老樹であるものの、樹勢は極めて旺盛で、庄内地方のケヤキの代表的な巨樹として1927年（昭和2年）に山形県の天然記念物に指定され、その後の1951年（昭和26年）6月9日に国の天然記念物に指定された。
ケヤキの老樹によく見られるように、文下のケヤキの主幹の内部は空洞になっているが、文下地区ではこの空洞にまつわる恐ろしい言い伝えが残されている。それによれば、主幹の中ほどに開いた空洞の中には耳のある白蛇が棲みついており、故意であろうと過失であろうと空洞の内部を覗き込んで白蛇の姿を見てしまうと、目撃した者の目は瞬時に潰れ失明してしまうと言われている。この伝承があるため五十嵐家の人々や隣接する家屋の住民は、屋根の葺き替えの際に空洞の開口部を決して見ないよう目を逸らし、細心の注意をはらって葺き替え作業を行っているという。

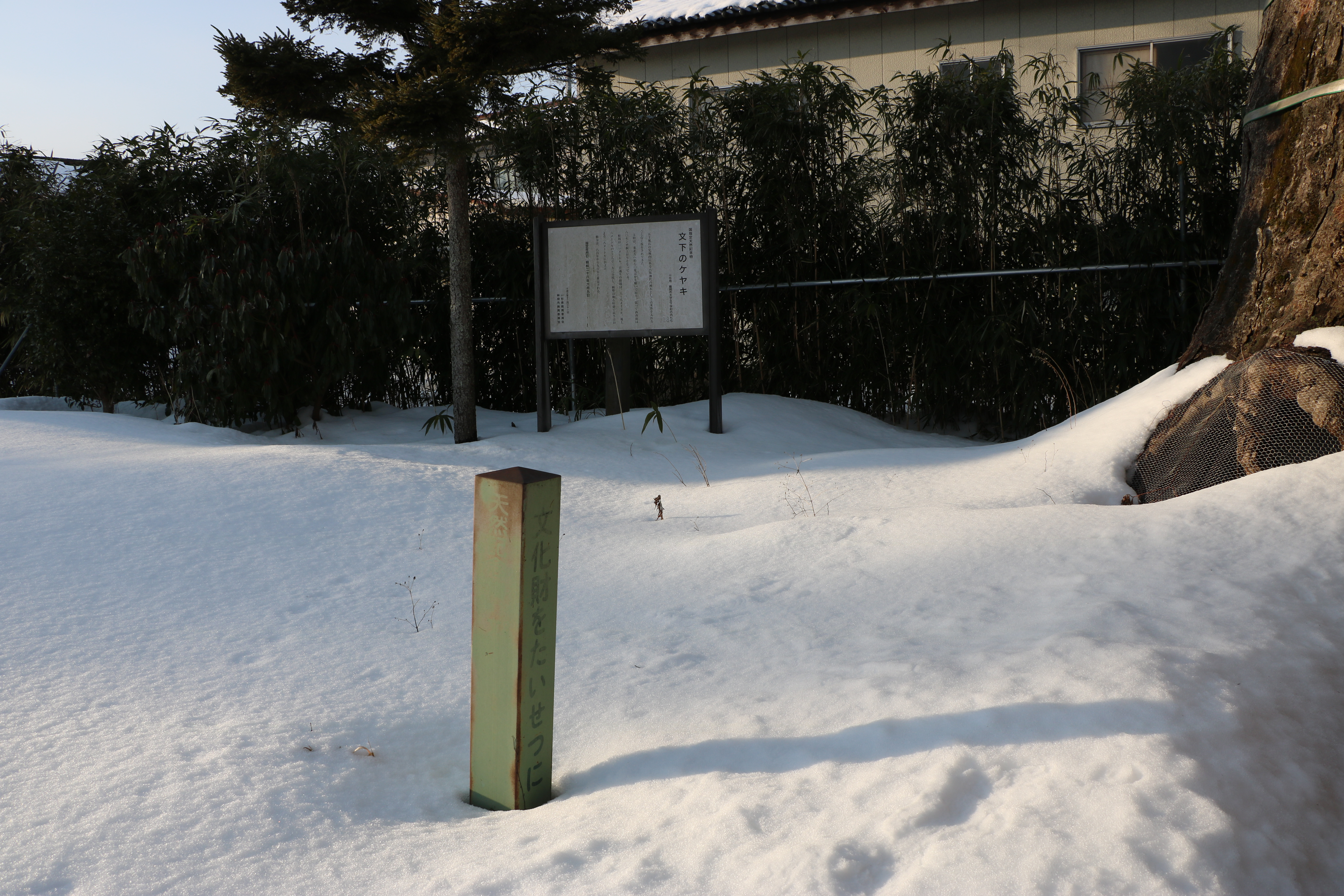
解説板（奥）と文化財碑。
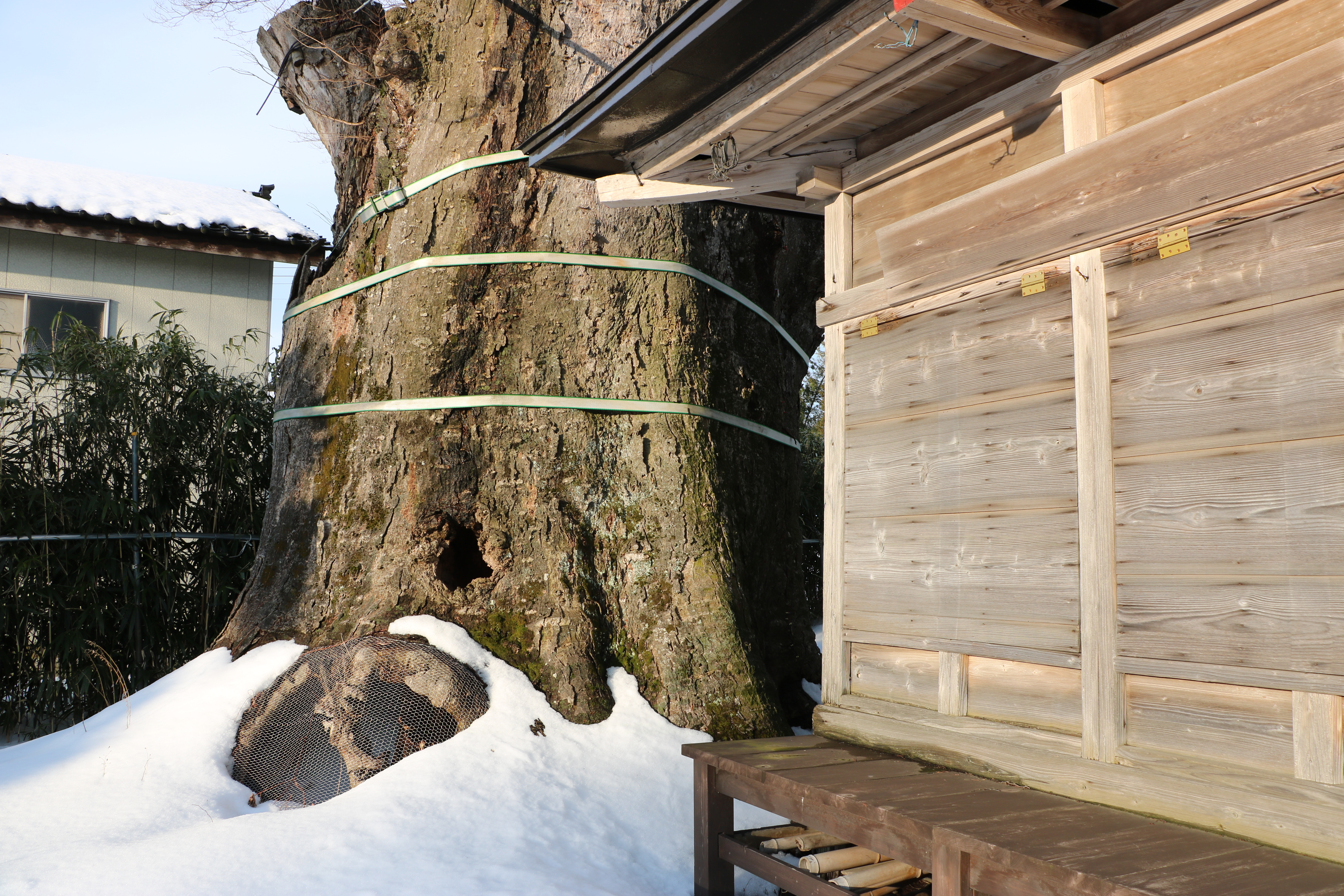
根回り。
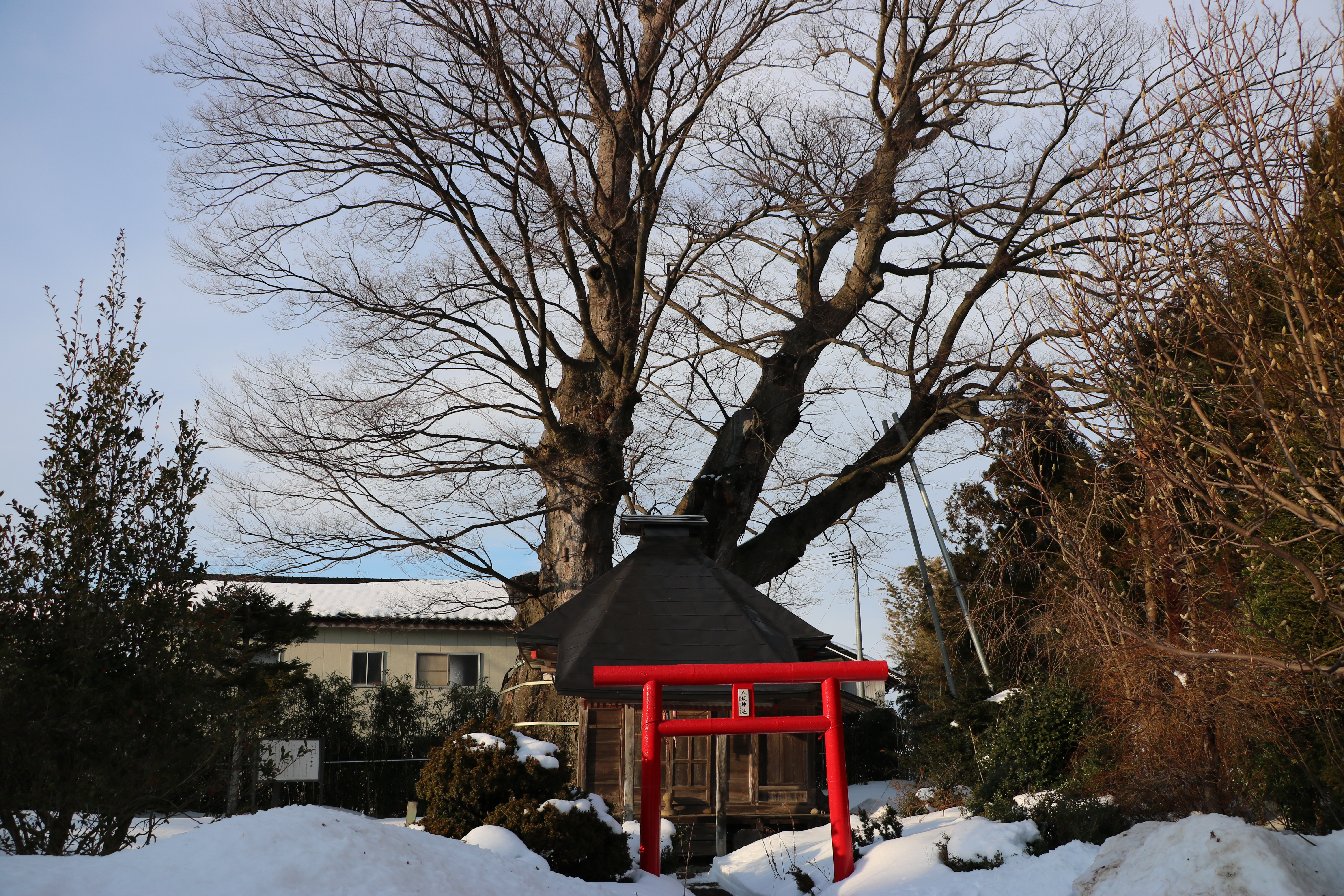
南側より。

### 遠賀原のケヤキ
なお、文下のケヤキが国の天然記念物に指定された同じ日には、同じく鶴岡市遠賀原字温海田（あつみだ、現・鶴岡市千石町）の地蔵堂境内に生育する遠賀原（おがわら）のケヤキ（北緯38度42分59.5秒 東経139度50分5.8秒）も国の天然記念物に指定されたが、1983年（昭和58年）5月の暴風雨の影響を受け急速に樹勢が衰え枯死したため、翌1984年（昭和59年）5月7日に指定解除され、危険があるため翌1985年（昭和60年）10月に伐採された。枯死する以前の遠賀原のケヤキは、高さ25メートル、根回り16.8メートル、枝張り東西19メートル、南北17メートルという巨樹であった。
指定解除後に伐採された主幹は三分割され、鶴岡公園にある藤沢周平記念館に隣接する園内と、生育していた地蔵堂（藤原安産地蔵尊）の境内の2か所に展示されている。

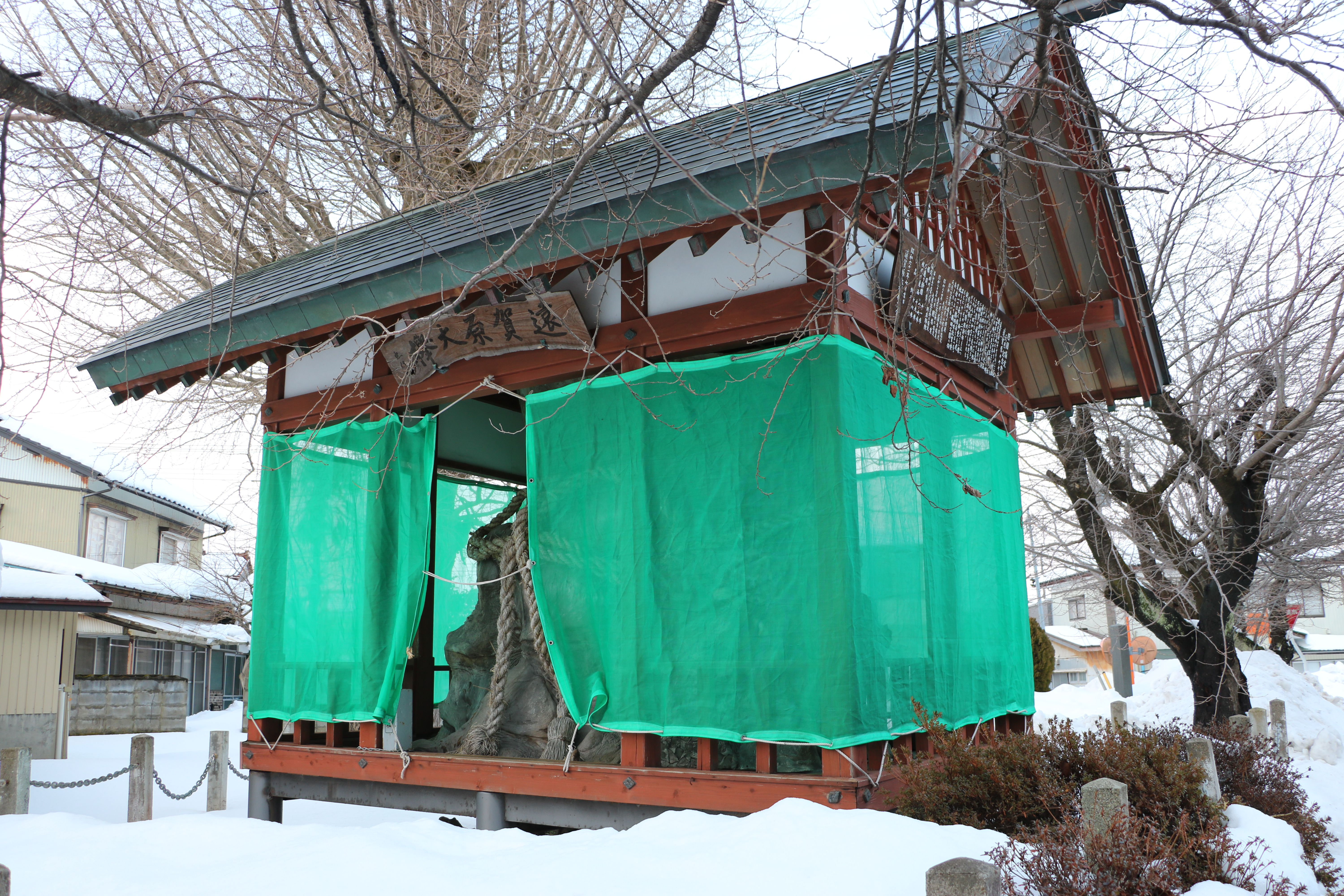
かつて生育していた藤原安産地蔵尊の境内に置かれた 遠賀原のケヤキの主幹の一部。 2022年1月23日撮影。
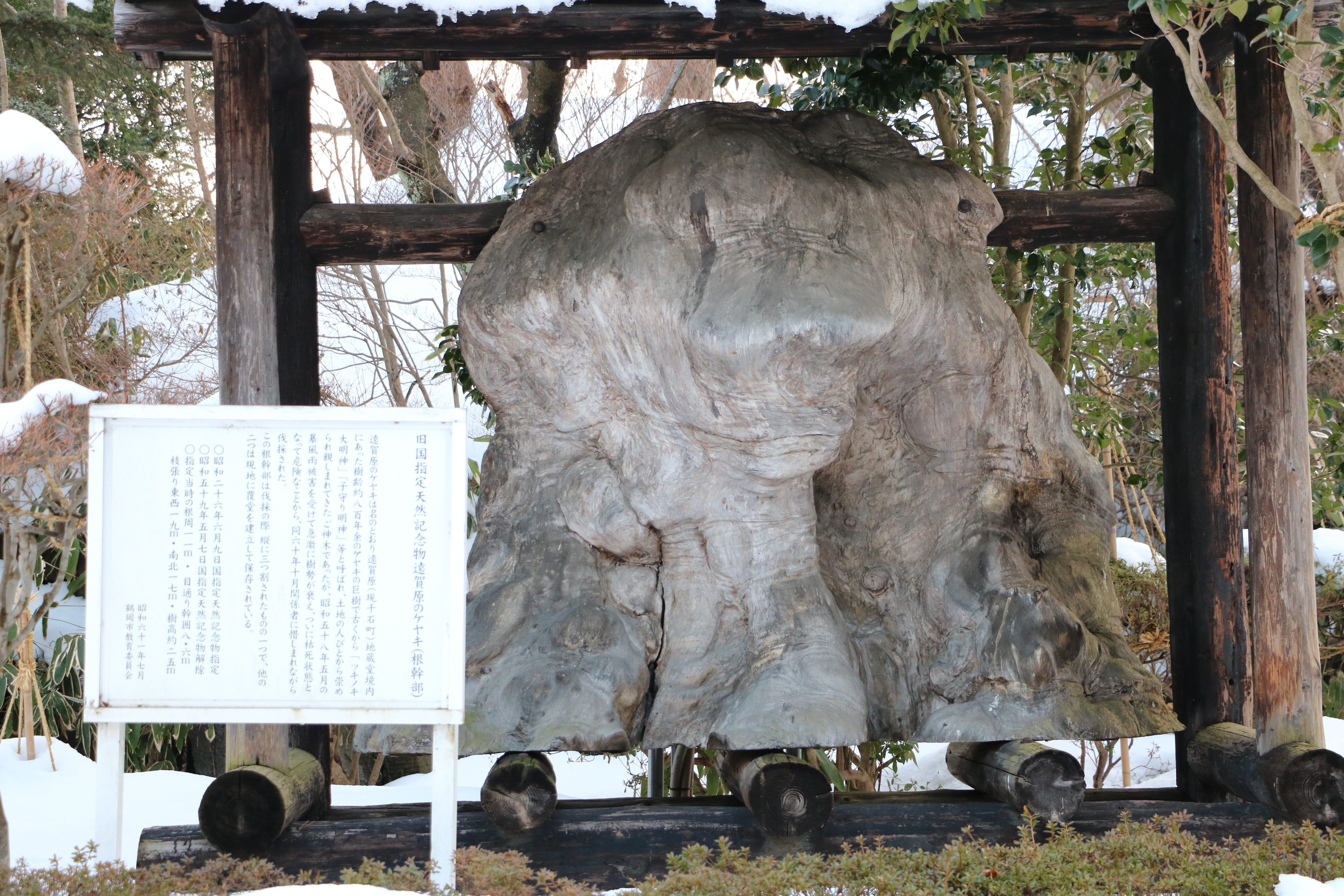
鶴岡公園の園内に置かれた 遠賀原のケヤキの主幹の一部。 2022年1月23日撮影。

## 交通アクセス
所在地
- 山形県鶴岡市文下字村の内80[5][11]

交通
- JR羽越本線鶴岡駅より車で約10分[11][16]